# Yokuts Valley
Yokuts Valley este o localitate neîncorporată, o comunitate desemnată pentru recensământ (de către USCB) din comitatul Fresno, statul  California,  Statele Unite ale Americii. La recensământul din anul 2000 localitatea avea 2.691 de locuitori.
În ciuda Olympic Valley, prezenta comunitate nu este nici Palisades Tahoe și nici sediul desfășurării Jocurilor Olimpice de iarnă din anul 1960, care se găsește în comitatul Placer. Yokuts Valley se găsește la 14 km (sau 9 mile) nord-nord-est de Orange Cove și la 48 km (sau 30 mile) de Fresno, la o altitudine medie de 497 m (sau 1631 de picioare).

## Date geografice
Yokuts Valley se află situat la altitudinea de 500 m deasupra n.m. Localitatea se întinde pe o suprafață de 147,0 km² (56,7 mi²) din care 146,7 km² este uscat  și 0,2 km² apă. Yokuts Valley se află situat la est de orașul Fresno.